# Ивайло Маринов
Ивайло Маринов Христов, с рождено име Исмаил Мустафов, е български боксьор.

## Биография
Ивайло Маринов е роден на 13 юли 1960 г. в град Варна. На 17-годишна възраст започва да тренира бокс при треньора Петър Ганчев. Състезава се за ФСФД „Черно море“ (Варна). Женен с 3 деца – две момчета и едно момиче.
Спортната му кариера започва ударно. Първоначално като юноша тренира футбол в ЖСК Спартак (Варна). На летните олимпийски игри в Москва през 1980 г. печели бронзовия медал в категория до 48 кг. Световен шампион от първенството в Мюнхен през 1982 г., носител на Световната купа от Монреал '81, Европейски шампион (1981, 1983) и бронзов медалист (1985). Името му е принудително сменено на Ивайло Маринов по време на Възродителния процес. Ивайло Маринов е и днес. Олимпийски шампион от летните олимпийски игри в Сеул през 1988 г. Следват две европейски шампионски титли (1989, 1991). Кратко време се състезава в Германия и за СК „Партизан“ (Белград). Приключва спортната си кариера през 1997 г. През 2001 година е обявен за най-добрия български боксьор на ХХ век от Българска федерация по бокс.
През 2001 година излиза биографичната му книга „Бий, за да те уважават! Историята на Ивайло Маринов“ с автор Стефан Августинов.
Награден е с Орден „Стара планина“ II степен „за изключително големите му заслуги към Република България в областта на физическото възпитание и спорта.“ (2010). Избран е за боксьор номер едно на България за XX век.
Създава Боксов клуб „Ивайло Маринов“ (Варна). Занимава се и с частен бизнес.

## Успехи
- Олимпийски игри:
  -  „Бронзов медал“ на Летните олимпийски игри в Москва (СССР) 1980
    -  Шампион и Златен медал на Летните олимпийски игри в Сеул (Южна Корея) 1988

- Световно първенство:
  -  Шампион в Мюнхен (ФРГ) 1982

- Европейско първенство:
  -  Шампион в Тампере (Финландия) 1981
  -  Шампион във Варна (България) 1983, 1989 и 1991
    -  Сребърен медал в Будапеща (Унгария) 1985

  -  Шампион в Атина (Гърция) 1989
  -  Шампион в Гьотеборг (Швеция) 1991

- Световна купа:
  -  и  Носител в Монреал (Канада) 1981

- Купа Странджа:
  -  и  Носител 1983